# 토오이츠닛포
토오이츠닛포(統一日報 とういつにっぽう[*])는 일본 도쿄에 본사를 두고 있는 한국계 민족지라고 주장하는 일본어 신문이다. 1959년 1월 1일에 "조국의 평화통일 구현"을 사시로 창간하였다. 일본에서 일본인이 발행하고 있는 한국계 매체로서, 창간 이래 57년간 단 한차례도 결호없이 발행되고 있는 종합지이다.

## 개요
토오이츠닛포는 독립운동가인 원심창과 이영근 등 지사들이 중심이 되어 창간되었다. 두 사람은 일본 도쿄 니시간다에 있는 센슈대학 근처 출판사 2층의 네 평짜리 방을 빌려서 '조선통일문제연구소'를 설립했고, 그곳에서 통일 운동계몽지로서 토오이츠닛포를 창간하였다. 창간 시 편집장은 강현철, 제호는‘朝鮮新聞’으로 순간이었다. 1959년 11월 20일자(제20호)부터 ‘統一朝鮮新聞’으로 개제되면서 주간체제로 변모하였다. 이어서 1973년 9월 15일 ‘統一日報’로 개제했고 이때부터 일간 발행체제가 되었다. 현재는 주간(매주 수요일) 발행하고 있다.
창간호에서 '조국의 평화통일'을 사시로 삼고 있음을 밝힌 것과 같은 맥락으로 한민족의 위신을 높이고, 재일동포의 권익을 옹호하고, 조국의 실정을 재일동포 및 일본사회에 제공하는 정론으로 정평이 나 있다. 총 발행부수는 2013년 10월말 기준 204,000부이다. 일본 간사이 지방인 오사카, 효고현, 쿄토 등지의 독자층이 반수에 육박한다. 특히 일본사회의 주류인사, 오피니언리더층에 한반도 소식과 실정을 공정 정확히 알리는 데 힘을 기울이고 있다. 민족지로서 대내적으로는 재일동포를 단합하게 하고, 대외적으로는 일본을 향한 한민족의 목소리를 대변하는 역할을 수행하고 있다고 자부하고 있다.(그러나 한국의 평화통일에는 걸림돌이 되고있다)
전술한 바와 같이 신문의 창간자는 원심창과 이영근이다. 원심창은 일제시대 해외 3대 의거로 꼽히는 1933년 3월 17일 "상하이 육삼정 의거-아리요시아키라 주중일본공사 암살시도사건"의 주도자로서 일제 당국에 의해 15년간 수형생활을 한 독립운동가이다. 남북이 분단된 이듬해인 1954년 12월 남북한 및 해외를 통틀어 최초의 평화통일운동 조직체로 '조국평화통일촉진협의회(「통협」, 당시 명칭 「남북통일촉진협의회」)'를 결성하였고 이후 남북통일운동의 선도계몽지로서 통일일보 창간을 주도하였다. 원심창의 생애는 초년기 독립운동가, 후년기 통일운동가로 요약할 수 있다. 1971년 7월 4일 65세를 일기로 도쿄에서 별세하였고, 대한민국 정부는 1977년 그에게 건국훈장 독립장을 추서했다.(마사오가 추진?)
원심창의 동지이자 통일일보 공동창간자인 이영근은 대한민국의 초대 농림부 장관을 역임한 진보당 당수 조봉암의 브레인 출신이다. 일제 때 독립운동을 했으며 해방 직후부터 정치활동을 하였다. 그는 1948년 정부수립 직후 농림부 장관 비서관으로서 농지를 농민에게 분배하는 '농지개혁', 곡물가격 안정을 위한 ‘자유수매제도’ 도입, 농민 연합체인 ‘농협(농민협동조합)’의 조직화, ‘농민신문’ 창간에 개입하였다. 그러나 1958년 1월 이른바 진보당 사건이 발생하면서 목숨을 구명하기 위하여 일본으로 망명 길에 오르며 한국에서의 활동은 멈춰진다. 1959년 7월 31일 조봉암이 사형집행되었으니, 이영근 개인으로는 이때의 일본망명이 목숨을 구명하는 현명한 선택이었다고 볼 수 있다. 1958년 9월 도쿄에서 원심창과 의기투합하여 조선통일문제연구소를 설립했고 이듬해 1959년 1월 1일 통일일보 창간호를 발행하였다. 1990년 5월 14일 도쿄에서 지병으로 별세했다. 직후 한국의 노태우 대통령은 국무회의에서 이영근에 대한 서훈 문제를 안건에 올리고 그에게 국민훈장 훈1등 무궁화장을 추서했다.

## 연혁
- 1959년 1월 도쿄에서 조선신문(朝鮮新聞)이라는 제호로 순간으로 발행[2]
- 1959년 8월 제19호 발행 이후 휴간
- 1959년 11월 제20호 통일조선신문으로 개명하여 복간
- 1961년 3월 제61호 순간지에서 주간지로
- 1961년 6월 영문 월간지 ‘ONE KOREA’ 창간 (B5판)
- 1964년 10월 '64년판 《통일조선연감》 발행 (B5판 / 800p)
- 1966년'65 ~ 66년판 《통일 조선 연감》 발행 (B5판 / 1,120p)
- 1968년 '67 ~ '68년 판 「통일 조선 연감」(B5 판 / 890p)를 발행
- 1972년 3 월 한국어판 월간지 《통일》을 창간
  - 72년 3월 (제1호) ~ 73년 2, 3월호 (통권 11호 최종호)
- 1973년 9월 제595호 《통일일보》로 개명하고 일간지로 (주5일 발행)
- 1975년 75년판 재일 한국 인명록을 발행 (B5판 / 770p)
- 1976년 76년판 재일 한국 기업명감을 발행 (B5판 / 930p)
- 1981년 81년판 재일 한국 인명록을 발행 (B5판 / 090p)
- 1998년 제 6436 호보다 주간에 (주1일 발행)

## 논란
2019년을 기준으로 현재의 토오이츠닛포는 순수한 민영 민족지로서 특정한 종교나 계파, 정치집단과 무관하다고 주장하지만, 일본의 입장에서 한국을 바라보는 시각을 가지고 있다. 또한 박정희 대통령을 미화 수준으로 주장하며, 심지어 홍형 논설주간은 일본 TV 프로그램에서 문재인 대통령을 공산주의자라고 주장했다.